# Aschères-le-Marché
Aschères-le-Marché è un comune francese di 1 185 abitanti situato nel dipartimento del Loiret nella regione del Centro-Valle della Loira.

## Storia

### Simboli
Lo stemma del comune di Aschères-le-Marché è stato adottato il 23 maggio 2002.
La composizione dello scudo prende spunto dallo stemma della famiglia de Pluviers, a cui apparteneva il più antico signore di Aschères di cui si ha notizia, Thiercelin de Pluviers, nell'XI secolo. Gli smalti oro e rosso sono stati scelti anche per richiamare i toni ramati delle vigne al momento della vendemmia, essendo la viticoltura da tempo una delle principali attività locali.
Il covone rappresenta la coltivazione tradizionale del grano e rimarca l'appartenenza del paese alla Beauce; sono raffigurate delle api poiché il toponimo Aschères deriva dal latino apiarum, "luogo di allevamento delle api".

## Società

### Evoluzione demografica
Abitanti censiti